# خورخي أمارال
خورخي أمارال هو لاعب كرة قدم ومدرب كرة قدم برتغالي، ولد في 1 يونيو 1970 في خاي خاي في موزمبيق. شارك مع منتخب البرتغال تحت 16 سنة لكرة القدم ومنتخب البرتغال تحت 18 سنة لكرة القدم ومنتخب البرتغال تحت 20 سنة لكرة القدم ومنتخب البرتغال تحت 21 سنة لكرة القدم. أما مع النوادي، فقد لعب مع أتليتيكو كلوب دي برتغال وسبورتينغ لشبونة ونادي أولهانينسي ونادي بنفيكا ونادي بيلينينسش ونادي فيتوريا سيتوبال.

## وصلات خارجية
- خورخي أمارال على موقع الاتحاد الدولي (مؤرشف)  (الإنجليزية)
- خورخي أمارال على موقع قاعدة بيانات كرة القدم.إي يو (الإنجليزية)